# بیل مک ناتون
بیل مک ناتون (انگلیسی: Bill McNaughton; ۸ دسامبر ۱۹۰۵ – ۱۹۸۰ (۷۴−۷۵ سال)) بازیکن فوتبال اهل بریتانیا بود.
از باشگاه‌هایی که در آن بازی کرده‌است می‌توان به باشگاه فوتبال هال سیتی، باشگاه فوتبال استوک‌پورت کانتی، باشگاه فوتبال گیتزهد، باشگاه فوتبال میلوال، باشگاه فوتبال بارکینگ، و باشگاه فوتبال نورث‌همپتون تاون اشاره کرد.